# Guion especulativo
Un guion especulativo, también llamado guion de venta, es un guion que no ha sido ni encargado ni solicitado. Usualmente, es escrito por un guionista con la esperanza de que sea elegido, y eventualmente comprado, por un productor, una productora o un estudio.
Algunos ejemplos de guiones especulativos que han ganado un premio Óscar han sido Thelma y Louise (vendido por Callie Khouri a Metro-Goldwyn-Mayer por 500 000 $ en 1990), Good Will Hunting (vendido por Matt Damon y Ben Affleck a Miramax por 675 000 $ en 1994) o American Beauty (vendido por Alan Ball a DreamWorks SKG por 250 000 $ en 1998).
Un guion especulativo difiere de un guion técnico o guion de producción por poner especial énfasis en la historia contada y, a la vez, no se usan tanto los movimientos de cámara y otros aspectos de la dirección. Las indicaciones de cámara y las técnicas suelen añadirse en borradores posteriores. El único objetivo de un guion especulativo es demostrar la capacidad del guionista para crear una historia a través de acciones y diálogos.
Usualmente, un guion especulativo es escrito por guionistas desconocidos que buscan probar su capacidad narrativa y adquirir renombre en la industria cinematográfica.

## Historia
Se cree que el primer guion especulativo en la historia de Hollywood fue vendido por Preston Sturges en 1933. Fox compró The Power and The Glory por 17 500 $, más ingresos finales. Sin embargo, en 2014 la película fue seleccionada por el Registro Nacional de Cine para su conservación. 
Los guiones especulativos no siempre han sido tan importantes. Ernest Lehman describe cómo su guion original para North by Northwest era inusual en ese momento de su carrera: 

...Aunque parezca imposible, los guiones originales no eran tan bien recibidos en aquellos días. Había muy poco interés en ellos por aquellos tiempos. [...] Los estudios y las compañías distribuidoras preferían un guion que hubiese sido encargado y aprobado por alguien más. En aquellos días, si al ir a una fiesta de la comunidad de Hollywood alguien preguntaba: "¿En qué estás trabajando, Ernie?" y tú respondías: "Ahora mismo estoy escribiendo un original", la respuesta era siempre la misma: "Oh". Casi como si estuvieran avergonzados. Si estabas trabajando en algo que tú creabas desde cero, en la comunidad pensaban: "Ha perdido la práctica, está trabajando en un original". Así era el clima de ese momento...
Ernest Lehman

A finales de los años sesenta, William Goldman vendió su guion especulativo Butch Cassidy and the Sundance Kid a Warner Bros. por 400 000 $, después de una puja entre varios estudios. El guion llegó a ganar el Óscar al mejor guion original.

## Captar productores
Si el escritor de un guion especulativo tiene un agente, será él quien encuentre posibles compradores, los cuales pueden ser tanto productores independientes como directores que trabajen para grandes estudios, y trate de que se interesen en el guion. El guion puede ser enviado en forma simultánea a todos los posibles compradores con la intención de generar una puja. 
Si el guion es comprado, el guionista podrá recibir un pago que varía desde unos pocos miles de dólares hasta varios millones. Es posible que el guion necesite más desarrollo hasta que le den luz verde, lo que indica que está listo para comenzar la producción. De otra forma, el guion estará "estancado" en los archivos de los estudios y productores ejecutivos, simplemente con la marca de "aprobado". Sin embargo, existe la posibilidad de que una película que no haya obtenido luz verde forme parte de la "lista negra", que es una lista de Hollywood que incluye los diez mejores guiones especulativos no producidos.
Si un guion especulativo no es comprado pero la redacción es buena, se le puede ofrecer al guionista una "tarea de escritura". Esto podría ser visto como un acuerdo de desarrollo, en la que los estudios o un productor le encargan al guionista que escriba otro guion original o adapte una idea o libro en un guion.
Otro camino distinto al tradicional de buscar un agente es entrar en algún concurso como Nicholl Fellowship o Final Draf's Big Break Contest, entre otros. Otra manera en la que un guionista puede atraer a un productor es pagando una pequeña cifra para publicar su guion en un sitio en línea. Al utilizar este servicio, el guionista puede publicar su guion y luego de recibir una devolución, y siempre y cuando el guion sea bueno, se lo publicará en la página principal del sitio web.